# Картузијанска мачка
Картузијанска мачка (фр. Chartreux, остала имена: Манастирска мачка, Плава француска мачка) је једна од најстаријих раса домаће мачке, пореклом из Француске. 

## Карактеристике
Тело ове расе је снажно и чврсто, средње дужине, јаких костију и мишићаво. Наглашава се да се изглед ове мачке није променио од првог описа из 1558. године. Дугачке су 20 до 25 cm, а тешке од 3 до 6 kg. Ноге су кратке и танке. Очи су више округле него бадемасте, бакарне или златне боје. 
Израз лица је као да се осмехује, по чему је и добила надимак насмејана мачка. Глава је широка, њушка дугачка, а вилица јака. Јастучићи на крају њушке су мали и непропорционални у оданосу на величину главе. Реп је пропорционалан, дебљи у корену. Шапе су округле, са јаким канџама. 
Прихватају се нијансе плаве боје, али је више цењена длака која има прелив сребрне. Крзно захтева много неге, понекад више него код дугодлаких мачака.

## Порекло
Прве описе картузијанске мачке налазимо у француским списима из 16. века. Прво су их гајили монаси из манастира Картузијан-Шартре, због изузетно квалитетног крзна, које је скоро непромочиво. ДО 1920. године у Француској је остало само неколико примерака ове расе, али захваљујући двема одгајивачницама, раса је опстала. Током Другог светског рата одгајивачи су морали да паре картузијанске мачке са персијским и британским краткодлаким мачкама, како би их сачували од потпуног нестанка. На захтев ФИФе, 1950. забрањено је парење са било којом другом расом. 
У САД картузијанска мачка је први пут представљена 1970. године.

## Темперамент
Картузијанске мачке су изузетно снажне и добри су ловци. Веома су толерантне. Могу веома лако да науче да шетају на
повоцу. Тихе су и нису агресивне према људима и другим мачкама.